# Alfredo Censi
Alfredo Censi (Cupra Marittima, 21 maggio 1922 – Fermo, 16 gennaio 1995) è stato un attore, doppiatore e direttore del doppiaggio italiano.
Ha lavorato al cinema, in teatro, in televisione e in radio.
Ha preso parte ad alcuni doppiaggi ed è stato anche direttore del doppiaggio. Tra i suoi doppiaggi celebri figurano quello dell'attore Ed Ramey nel film Un tranquillo weekend di paura e di Mickey Goldmill nel film Rocky.

## Filmografia
- Adriana Lecouvreur, regia di Guido Salvini (1955)
- Come te movi, te fulmino!, regia di Mario Mattoli (1958)
- Scandali al mare, regia di Marino Girolami (1961)
- Le magnifiche sette, regia di Marino Girolami (1961)
- Bellezze sulla spiaggia, regia di Romolo Guerrieri (1961)
- La cieca di Sorrento, regia di Nick Nostro (1963)
- La mia signora, regia di Tinto Brass, Mauro Bolognini e Luigi Comencini (1964)
- Non stuzzicate la zanzara, regia di Lina Wertmüller (1967)

## Prosa televisiva Rai
- Le allegre comari di Windsor di William Shakespeare, regia di Pietro Sharoff (1959)[3]
- Ascensione, regia di Alessandro Brissoni (1960)[3]
- La granduchessa e il cameriere, regia di Flaminio Bollini (1963)[4]
- Giochi per Claudio, regia di Giuseppe Di Martino (1964)[5]
- Il giornalino di Gian Burrasca, regia di Lina Wertmüller (1964)
- Di qui è passato il generale, della serie "Racconti del Risorgimento" di Alfio Valdarnini, regia di Lino Procacci (1967)
- Vita di Cavour di Giorgio Prosperi, regia di Pietro Schivazappa (1967)
- I giorni della speranza, della serie "Racconti del Risorgimento" di Giorgio Buridan, regia di Alda Grimaldi (1967)
- Il segreto di Luca, regia di Ottavio Spadaro (1969)
- L'incredibile signor Van Meegeren di Nino Lillo e Giuseppe Lazzari, regia di Giuseppe Di Martino (1970)
- ...e le stelle stanno a guardare di A. J. Cronin, regia di Anton Giulio Majano (1971)

## Prosa radiofonica Rai
- Leocadia di Giulio Cesare Castello, regia di Andrea Camilleri (1962)
- La rivoluzione francese: processo a Maria Antonietta, della serie "I grandi processi della storia" di Belisario Randone, regia di Carlo Lodovici (1962)
- Il mondo della noia di Alessandro De Stefani, regia di Flaminio Bollini (1962)
- Il sindaco, radiodramma di Nicola Manzari, regia di Andrea Camilleri (1965)

## Doppiaggio
- Mario Passante in La strada
- Ken Renard in Il Grinta
- Paul Frankeur in La via lattea
- Renato Malavasi in Don Franco e Don Ciccio nell'anno della contestazione
- Bill Vanders in La notte dei diavoli
- Ed Ramey in Un tranquillo weekend di paura
- Charles Sinnickson in Oscar insanguinato
- Burgess Meredith in Rocky
- Denver Pyle in Buffalo Bill e gli indiani
- Fernando Carrillo in La donna proibita

## Teatro
- Repertorio di opere di prosa a tematica religiosa, regia di Alberto Perrini (1949)[6]
- Un paio d'ali, regia di Garinei e Giovannini (1957-1958)[7]
- Un mandarino per Teo, regia di Garinei e Giovannini (1960-1961)[8]
- La lupa di Giovanni Verga, regia di Franco Zeffirelli (1965)[9]
- Romeo e Giulietta di William Shakespeare, regia di Franco Zeffirelli (1966)[10]